# 楚來朝
楚來朝（?—?），清朝政治人物。
乾隆37年（1772年），擔任清朝遵义府婺川縣知縣。后由翁楷接任。